# Lithobius multidens
Lithobius multidens är en mångfotingart som beskrevs av Demange 1958. Lithobius multidens ingår i släktet Lithobius och familjen stenkrypare.
Artens utbredningsområde är Spanien. Inga underarter finns listade i Catalogue of Life.